# Bracca
Bracca es una localidad y comune italiana de la provincia de Bérgamo, región de Lombardía, con 755 habitantes.

## Evolución demográfica
| Gráfica de evolución demográfica de Bracca entre 1861 y 2001 |
|                                                              |
| Fuente ISTAT - elaboración gráfica de Wikipedia              |